# Pfäffikon (huyện)
Huyện Pfäffikon là một trong 12 huyện nói của bang Zürich nói tiếng Đức, Thụy Sĩ. Thủ phủ là thị xã Pfäffikon.

## Các đô thị
Pfäffikon có tổng cộng 12 đô thị:
| Đô thị            | Dân số (31/12/2005) | Diện tích, km² |
| ----------------- | ------------------- | -------------- |
| Bauma             | 4118                | 20,76          |
| Fehraltorf        | 4952                | 9,54           |
| Hittnau           | 3182                | 12,92          |
| Illnau-Effretikon | 15,021              | 25.28          |
| Kyburg            | 365                 | 7,58           |
| Lindau            | 4598                | 11,96          |
| Pfäffikon         | 9920                | 19,54          |
| Russikon          | 3862                | 14,37          |
| Sternenberg       | 351                 | 8,75           |
| Weisslingen       | 3006                | 12,81          |
| Wila              | 1844                | 9,21           |
| Wildberg          | 891                 | 10,83          |
| Total             | 52,110              | 163.55         |